# بيل ليزلي
بيل ليزلي (بالإنجليزية: Bill Leslie)‏ هو صحفي أمريكي، ولد في 9 يوليو 1952.

## وصلات خارجية
- الموقع الرسمي